# Milnesiidae
Milnesiidae làm một họ của ngành gấu nước (tardigrada) trong lớp Eutardigrada, nó là họ duy nhất trong bộ Apochela.

## Chi và loài
Chi và loài đã được miêu tả của Milnesiidae là:
- Bergtrollus Dastych, 2011
  - Bergtrollus dzimbowski Dastych, 2011
- Limmenius Horning, Schuster & Grigarick, 1978
  - Limmenius porcellus Horning, Schuster & Grigarick, 1978
- Milnesioides Claxton, 1999
  - Milnesioides exsertum Claxton, 1999
- Milnesium Doyère, 1840